# Ga Akebonobashi
Ga Akebonobashi (曙橋駅 Akebonobashi-eki) là một ga tàu điện ngầm thuộc tuyến Toei Shinjuku, nằm ở Shinjuku, Tokyo. Ga được điều hành bởi Toei Subway, mã trạm là S-03.